# توم نوكس
توم نوكس (بالإنجليزية: Tom Knox)‏ هو شخصية أعمال أمريكي، ولد في القرن العشرين.

## وصلات خارجية
- الموقع الرسمي